# Aleksander Matusiński
Aleksander Leon Matusiński (ur. 14 marca 1979 w Mysłowicach) – polski trener lekkoatletyczny, twórca sukcesów biegaczek na 400 metrów tzw. Aniołków Matusińskiego.

## Kariera
Karierę trenerską rozpoczął w rodzinnych Mysłowicach. W 2011 roku został trenerem biegaczek na 400 metrów AZS-AWF Katowice, które pod jego wodzą w sztafecie 4×400 metrów trzykrotnie zdobyły mistrzostwo Polski (2012, 2018, 2019), trzykrotnie wicemistrzostwo Polski (2013, 2014, 2020) oraz brązowy medal mistrzostw Polski 2015. Z tego zespołu sukcesy (indywidualne) odnosiła także Justyna Święty (od 2017 roku Święty-Ersetic): trzykrotne mistrzostwo Polski (2013, 2016, 2020), trzykrotne wicemistrzostwo Polski (2014, 2018, 2021) oraz trzykrotnie zdobyła brązowy medal mistrzostw Polski (2012, 2015, 2019).

### Aniołki Matusińskiego
W 2012 roku został trenerem biegaczek na 400 metrów w reprezentacji Polski, które pod jego wodzą odnosiły największe sukcesy na turniejach międzynarodowych:
- w sztafecie 4×400 metrów wicemistrzostwo olimpijskie 2020 w Tokio (3:20,537 – rekord Polski)
- wicemistrzostwo świata 2019 w Dosze[3]
- brązowy medal (mistrzostw świata) w Londynie (2017)
- mistrzostwo Europy 2018 w Berlinie
- dwukrotne halowe wicemistrzostwo świata (2016, 2018)
- dwukrotne halowe mistrzostwo Europy (2017, 2019)
- brązowy medal (mistrzostw Europy w Lekkoatletyce 2015) w Pradze
- mistrzostwo światowych wojskowych igrzysk sportowych 2019 w Wuhanie (Chiny)
- dwukrotny triumf w World Athletics Relays – IAAF World Relays 2019 (Jokohama) oraz World Athletics Relays 2021 (Chorzów)
- 2. miejsce w tym turnieju (World Athletics Relays 2017) w Nassau
- drużynowe mistrzostwo Europy 2019 w Bydgoszczy
- dwukrotne mistrzostwo uniwersjady (2015, 2017)
- w sztafecie mieszanej 4×400 metrów, w której skład wchodziły m.in.: Natalia Kaczmarek, Justyna Święty-Ersetic, zdobyły mistrzostwo olimpijskie 2020 w Tokio (3:09,87 – rekord olimpijski, rekord Europy)[4][5].

Indywidualne sukcesy pod jego opieką trenerską odnosiły: 
- Justyna Święty (od 2017 roku Święty-Ersetic): mistrzostwo Europy 2018 w Berlinie[6], halowe wicemistrzostwo Europy 2021 w Toruniu, brązowy medal tego turnieju (2017) w Belgradzie, drużynowe mistrzostwo Europy 2019 w Bydgoszczy, brązowy medal światowych wojskowych igrzysk sportowych 2019 w Wuhanie
- Małgorzata Hołub: mistrzostwo uniwersjady 2017 w Tajpej oraz wicemistrzostwo uniwersjady 2015 w południowokoreańskim Gwangju.

## Sukcesy trenerskie
AZS-AWF Katowice
- Justyna Święty-Ersetic
  - Mistrzostwo Polski: 2013, 2016, 2020
  - Wicemistrzostwo Polski: 2014, 2018, 2021
  - Brązowy medal mistrzostw Polski: 2012, 2015, 2019
- Sztafeta 4x400 metrów
  - Mistrzostwo Polski: 2012[7], 2018[8], 2019[9]
  - Wicemistrzostwo Polski: 2013[10], 2014[11], 2020[12]
  - Brązowy medal mistrzostw Polski: 2015[13]

Reprezentacja Polski
- Justyna Święty-Ersetic
  - Mistrzostwo Europy: 2018
  - Halowe wicemistrzostwo Europy: 2021
  - Brązowy medal halowych mistrzostw Europy: 2017
  - Drużynowe mistrzostwo Europy: 2019
  - Brązowy medal światowych wojskowych igrzysk sportowych: 2019
- Małgorzata Hołub
  - Mistrzostwo Uniwersjady: 2017
  - Wicemistrzostwo Uniwersjady: 2015
- Sztafeta 4x400 metrów
  - Wicemistrzostwo olimpijskie: 2020[14]
  - Wicemistrzostwo świata: 2019[15]
  - Brązowy medal mistrzostw świata: 2017[16]
  - Mistrzostwo Europy: 2018[17]
  - Halowe wicemistrzostwo świata: 2016[18], 2018[19]
  - Halowe mistrzostwo Europy: 2017[20], 2019[21]
  - Brązowy medal halowych mistrzostw Europy: 2015[22]
  - Mistrzostwo światowych wojskowych igrzysk sportowych: 2019[23]
  - World Athletics Relays: 2019[24], 2021[25]
  - 2. miejsce w World Athletics Relays: 2017[26]
  - Drużynowe mistrzostwo Europy: 2019[27]
  - Mistrzostwo Uniwersjady: 2015[28], 2017[29]
- Sztafeta mieszana 4x400 metrów
  - Mistrzostwo olimpijskie: 2020[30]

## Życie prywatne
Żonaty z Tiną (ur. 1988), która była jego zawodniczką w AZS-AWF Katowice oraz w reprezentacji Polski. Mają dwóch synów: w tym starszego Igora (ur. 2013). Mieszkają w Mysłowicach. Odznaczony Brązowym Krzyżem Zasługi (2007) i Krzyżem Oficerskim Orderu Odrodzenia Polski (2021).